# Passula
passula =Dante

## Toponimia. Variantes

### Passula
El topónimo Passula parece provenir de la palabra homónima del latín que significa pasa, en clara alusión a la importancia que tenía la pasa de la uva en este sitio. A veces, este nombre de lugar se emplea en plural -Passules- .

### Puçula
Puçula es una denominación histórica de la partida que hoy ha caído en desuso, pero que aparece a menudo en la documentación de finales del siglo XVI.

### Puça (pulga)
Una escritura notarial de 1409 en que se documenta la división de los términos de Jalón y Alcalalí menciona el lugar de  Puça  y le sitúa entre Murta y Benibrai, es decir, donde se encuentra el actual Passula. Por lo tanto, podría tratarse de una forma acortada del topónimo Puç(ul)a >  Puça o ser, simplemente, producto de una equivocación del redactor.

## Características físicas
La partida de Passula es una zona de suave transición entre la zona plana y la montaña, que está cerrada en su extremo meridional por una sierra de poca elevación y de origen oligoceno: la Sierra de la Dehesa (416 m s. n. m.).
El topónimo Dehesa indica que, antiguamente, era un terreno destinado a pasto. Esta palabra proviene del participio latín defensa, que quiere decir defendida o prohibida, y su significado hace referencia a las dehesas como lugares vedados, donde solo se podía acceder con la autorización previa del señor. Un plano del año 1764 le da el apelativo de la Dehesa del Sr. Conde, nombre que hace muy patente su origen señorial. En este documento cartográfico al señor se le nombra conde, porque el Barón de Jalón de entonces era también el Conde de Carlet.

## La red de caminos
Presenta una red viaria irregular que contrasta con la de la vecina partida de Benibrai, donde cada camino discurre en sentido perpendicular al del río Gorgos. Este tipo de malla caminera permite un reparto más ordenado del terreno en parcelas rectangulares.
Los caminos de Passula, en cambio, se disponen de manera oblicua al lecho del río, y tienden a converger en las proximidades del casco urbano de Jalón.
Destacan los siguientes caminos:
- Camino de la Tarafa.
- Camino de Cervera.
- Camino del Cup.
- Camino del Assegador.
- Camino de Tárbena (o del Coll de Rates).
- Camino del Mento.

## Cultivos agrícolas
Los cultivos que han predominado en la partida de Passula son principalmente la vid y el almendro y, en menor medida, el olivo y el algarrobo; sin embargo, en la actualidad, son muchas las parcelas que se han dejado hacer yermas por la escasa rentabilidad económica de las actividades agrícolas.
Estos campos abandonados se convierten en poco tiempo en hinojales de alturas próximas a los dos metros o en comunidades vegetales poco diversificadas de nitro-halófilas donde destacan las especies arvenses y ruderales.

## Albayrén o Bayrén
Se cree que en la partida de Passula estaba localizada la antigua alquería del siglo XIII denominada Albayrén o Bayrén, establecida sobre una villa romana anterior de la que se han encontrado vestigios en el denominado Corral de la Durana.
Ésta hipótesis parte del supuesto que la villa le pertenecía a un tal Varius, nombre que en romance debió convertirse en *Bayro por la transformación de -arius en -ayro. Finalmente, a este nombre propio se habría añadido el sufijo de carácter posesivo -en y el resultado sería el siguiente: Varius >*Bayr(o) + -en > Bayrén. La presencia árabe sirve para explicar la incorporación del artículo al-: Albayrén.
La grafía normativizada de este topónimo de origen romano es la de Albairén o Bairén.
- Datos: Q20718136